# Mark Dry
Mark Dry (ur. 11 października 1987) – brytyjski lekkoatleta specjalizujący się w rzucie młotem.
Nie udało mu się awansować do finału młodzieżowych mistrzostw Europy w Kownie (2009). W 2010 zajął szóste miejsce w igrzyskach Wspólnoty Narodów, a cztery lata później, na tej samej imprezie, zdobył brązowy medal.
Medalista mistrzostw Wielkiej Brytanii oraz reprezentant kraju w zimowym pucharze Europy w rzutach.
Został ukarany czteroletnią dyskwalifikację za złamanie przepisów antydopingowych, biegnącą od września 2019.
Rekord życiowy: 76,93 (17 maja 2015, Loughborough). 

## Osiągnięcia
| Rok  | Impreza                                 | Miejsce               | Lokata             | Wynik | Reprezentacja |
| ---- | --------------------------------------- | --------------------- | ------------------ | ----- | ------------- |
| 2009 | Młodzieżowe mistrzostwa Europy          | Kowno                 | el. – 14. miejsce  | 65,05 | GBR           |
| 2010 | Igrzyska Wspólnoty Narodów              | Nowe Delhi            | 6. miejsce         | 67,41 | SCO           |
| 2011 | Zimowy puchar Europy w rzutach          | Sofia                 | 6. miejsce w gr. B | 63,99 | GBR           |
| 2012 | Zimowy puchar Europy w rzutach          | Bar                   | 1. miejsce w gr. B | 69,60 | GBR           |
| 2012 | Mistrzostwa Europy                      | Helsinki              | el. – 25. miejsce  | 70,27 | GBR           |
| 2013 | Zimowy puchar Europy w rzutach          | Castellón de la Plana | 1. miejsce w gr. B | 73,22 | GBR           |
| 2013 | Superliga drużynowych mistrzostw Europy | Gateshead             | 11. miejsce        | 68,30 | GBR           |
| 2014 | Igrzyska Wspólnoty Narodów              | Glasgow               | 3. miejsce         | 71,64 | SCO           |
| 2015 | Zimowy puchar Europy w rzutach          | Leiria                | 12. miejsce        | 69,25 | GBR           |
| 2015 | Mistrzostwa świata                      | Pekin                 | el. – 15. miejsce  | 73,87 | GBR           |
| 2016 | Mistrzostwa Europy                      | Amsterdam             | el. – 15. miejsce  | 71,96 | GBR           |
| 2016 | Igrzyska olimpijskie                    | Rio de Janeiro        | el. – 21. miejsce  | 71,03 | GBR           |